# Мартюр
Мартю́р або Морть-Юр або Мортюрва́ або Мирт-Ю або Морт'ю́р, верхня течія — Асивлунво́ж, Лунво́ж (рос. Мартюр, Морть-Юр, Мортюрва, Мырт-Ю, Мартъюр, Асывлунвож, Лунвож) — річка в Республіці Комі, Росія, ліва притока річки Ілич, правої притоки річки Печора. Протікає територією Троїцько-Печорського району.
Річка починається як Асивлунвож, після прийому лівої притоки Лунвож бере її назву — Лунвож, після прийому правої притоки Асиввож має назву Мартюр. Асивлунвож протікає на південний захід, захід, та північний захід. Лунвож протікає на північ. Мартюр протікає на північний захід, північ, північний захід та північ. Впадає до Ілича в районі селища Приуральський.
Притоки:
- праві — Асиввожйоль (Асиввож'єль), Асиввож, Льок-Йоль (Льокйоль, Лекйоль)
- ліві — Лунвож, Сичйоль (Сич'єль), Мічайоль (Мічаєль)